# Lyndon Harrison, Baron Harrison
Lyndon Henry Arthur Harrison, Baron Harrison (* 28. September 1947; † 18. Oktober 2024 in Chester) war ein britischer Politiker der Labour Party und Life Peer. 

## Leben und Karriere
Harrison wurde am 28. September 1947 geboren. Er besuchte die Oxford School und die University of Warwick, die er mit einem Bachelor of Arts abschloss, danach die University of Sussex und die University of Keele. Die letzten beiden schloss er mit einem Master of Arts ab.
Von 1981 bis 1990 war er Councillor des Cheshire County Council. Beim North West Tourist Board war er stellvertretender Vorsitzender (Deputy Chair) von 1986 bis 1989. Von 1990 bis 1997 war er Vizepräsident der Association of County Councils.
Harrison war Präsident der Chester and District Parkinson's Disease Society, Vizepräsident (Vice President) des Cheshire Landscape Trust und Wirral Investment Network. Außerdem war er Mitglied des Treuhandrates (Trustee) der Genesis Initiative des Business Senate for Enterprise.

## Mitgliedschaft im Europäischen Parlament
Er war von 1989 bis 1999 Mitglied des Europäischen Parlaments. 
Dort repräsentierte er den Wahlkreis Cheshire West.

## Mitgliedschaft im House of Lords
Harrison wurde am 28. Juli 1999 zum Life Peer als Baron Harrison, of Chester in the County of Cheshire ernannt. 
Seine offizielle Einführung in das House of Lords erfolgte am 26. Oktober 1999 mit der Unterstützung von Stanley Clinton Davis und Christine Crawley, Baroness Crawley. Seine Antrittsrede hielt er am 23. November 1999. 
Als Themen von politischem Interesse nannte er Kleinunternehmen, Tourismus, Währungsunion, Kinder und EU. Als Staaten von Interesse nannte er die Staaten des Commonwealth, die Mitglieder der EU und Beitrittskandidaten, sowie die USA.
Er sprach regelmäßig im Oberhaus. Von 1999 bis 2001 war er Departmental Liaison Peer for Northern Ireland.
Als Mitglied der All Party Parliamentary Group on Armenia nahm er im April 2011 an einem Besuch in Armenien teil.  Im September 2011 reiste er in dieser Funktion nach Vietnam. Schreiber besuchte im Dezember 2011 Zypern.
Er war auch Mitglied der Parliamentary Humanist Group. 
Seit 1999 war er Mitglied der Interparlamentarischen Union und seit 2007 bei der Commonwealth Parliamentary Association.
Im Juli 2001 gehörten er und seine Frau zu den Unterzeichnern eines Briefs, der die Regierung dazu aufrief, die Unterstützung für die Expansion religiöser Schulen zu überdenken.
- Sitzungsperiode 1. April 2001 bis 31. März 2002: 130 Tage
- Sitzungsperiode 1. April 2002 bis 31. März 2003: 156 Tage
- Sitzungsperiode 1. April 2003 bis 31. März 2004: 160 Tage
- Sitzungsperiode 1. April 2004 bis 31. März 2005: 149 Tage
- Sitzungsperiode 1. April 2005 bis 31. März 2006: 130 Tage
- Sitzungsperiode 1. April 2006 bis 31. März 2007: 138 Tage
- Sitzungsperiode 1. April 2007 bis 31. März 2008: 141 Tage
- Sitzungsperiode 1. April 2008 bis 31. März 2009: 127 Tage
- Sitzungsperiode 1. April 2009 bis 31. März 2010: 129 Tage
- Sitzungsperiode 1. April 2010 bis 30. Juni 2010: 25 Tage
- Sitzungsperiode 1. Juli 2010 bis 30. September 2010: 17 Tage
- Sitzungsperiode 1. Oktober 2010 bis 31. Dezember 2010: 48 Tage
- Sitzungsperiode 1. Januar 2011 bis 31. März 2011: 45+1 Tage
- April 2011: 7 Tage (von 7)
- Mai 2011: 15 Tage (von 15)
- Juni 2011: 17 Tage (von 17)
- Juli 2011: 13 Tage (von 13)
- August 2011: 1 Tag (von 1)
- September 2011: 8 Tage (von 8)
- Oktober 2011: 14+5 Tage (von 18)
- November 2011: 18 Tage (von 18)
- Dezember 2011: 13 Tage (von 13)
- Januar 2012: 14 Tage (von 14)
- Februar 2012: 13 +1 Tage (von 14)
- März 2012: 14 Tage (von 17)
- April 2012: 5 Tage (von 5)
- Mai 2012: 13 Tage (von 13)
- Juni 2012: 13 Tage (von 13)

An Sitzungstagen war Harrison regelmäßig anwesend.

## Familie
Harrison war verheiratet.